# Just Off Broadway (film 1924)
Just Off Broadway è un film muto del 1924 diretto da Edmund Mortimer. Viene considerato un film perduto.

## Trama
Jean Lawrence, attrice ormai alla fame, viene salvata da Nan Norton, la ragazza di un criminale, che le offre il pranzo in un ristorante. Jean conosce Stephen, un detective dilettante milionario che si fa passare per un falsario per smascherare una banda di veri falsari. Quando Stephen riesce a catturare la gang, rivela la sua vera identità e propone a Jean di sposarlo.

## Produzione
Il film fu prodotto dalla Fox Film Corporation.

## Distribuzione
Il copyright del film, richiesto dalla Fox Film Corp., fu registrato il 20 gennaio 1924 con il numero LP19882.
Distribuito dalla Fox Film Corporation e presentato da William Fox, il film uscì nelle sale cinematografiche statunitensi il 20 gennaio 1924.
Non si conoscono copie ancora esistenti della pellicola che viene considerata presumibilmente perduta